# فرنوالد
فرنوالد (به آلمانی: Fernwald) یک شهر در آلمان است که در Gießen واقع شده‌است. فرنوالد ۶٬۶۷۰ نفر جمعیت دارد.